# Spencer (série télévisée)
Pour les articles homonymes, voir Spencer.
Spencer est une série télévisée américaine pour adolescents en treize épisodes de 23 minutes diffusée du 1er décembre 1984 au 11 mai 1985 sur le réseau NBC.
Cette série est inédite dans les pays francophones.

## Distribution
- Chad Lowe : Spencer Winger (6 premiers épisodes)
- Ross Harris : Spencer Winger (7 derniers épisodes)
- Mimi Kennedy : Doris Winger
- Ronny Cox : George Winger
- Amy Locane : Andrea Winger
- Grant Heslov : Wayne
- David Greenlee (en) : (Herbie) Bailey (pilote)
- Dean Cameron (en) : Bailey
- Frances Sternhagen : Millie Sprague
- Harold Gould : Ben Sprague
- Richard Sanders : Bejamin Beanley
- Beverly Archer : Miss Spier

## Épisodes
1. titre français inconnu (Pilot)
2. titre français inconnu (The Divorcee)
3. titre français inconnu (Spencer Joins the Army)
4. titre français inconnu (Fast Times)
5. titre français inconnu (The World's Worst Date)
6. titre français inconnu (The Drive-In)
7. titre français inconnu (The Grandparents Move In)
8. titre français inconnu (Millie's Affair)
9. titre français inconnu (Voices in the Hall)
10. titre français inconnu (Doris and the Tutor)
11. titre français inconnu (Crazy Girl)
12. titre français inconnu (Wayne's Nose Job)
13. titre français inconnu (Grandpa the Lover)